# États-Unis (Lyon)
Pour les articles homonymes, voir États unis (homonymie).
Le quartier des États-Unis ou cité des États-Unis est situé dans le 8e arrondissement de Lyon. Il correspond à un projet d'urbanisation construit entre 1920 et 1935, conduit sous la direction de l'architecte-urbaniste Tony Garnier. Il est aujourd'hui situé au sein d'un quartier prioritaire réunissant près de 15 000 habitants.

## Histoire
Quelques jours après l'entrée en guerre des États-Unis en 1917, le conseil municipal de Lyon baptise le nouveau boulevard devant relier La Guillotière à Vénissieux du nom de ce nouvel allié. Le quartier prendra naturellement le nom de son axe principal. Puis, peu de temps après la fin des hostilités, une partie de cette zone devient un bidonville.

### Le projet de Tony Garnier

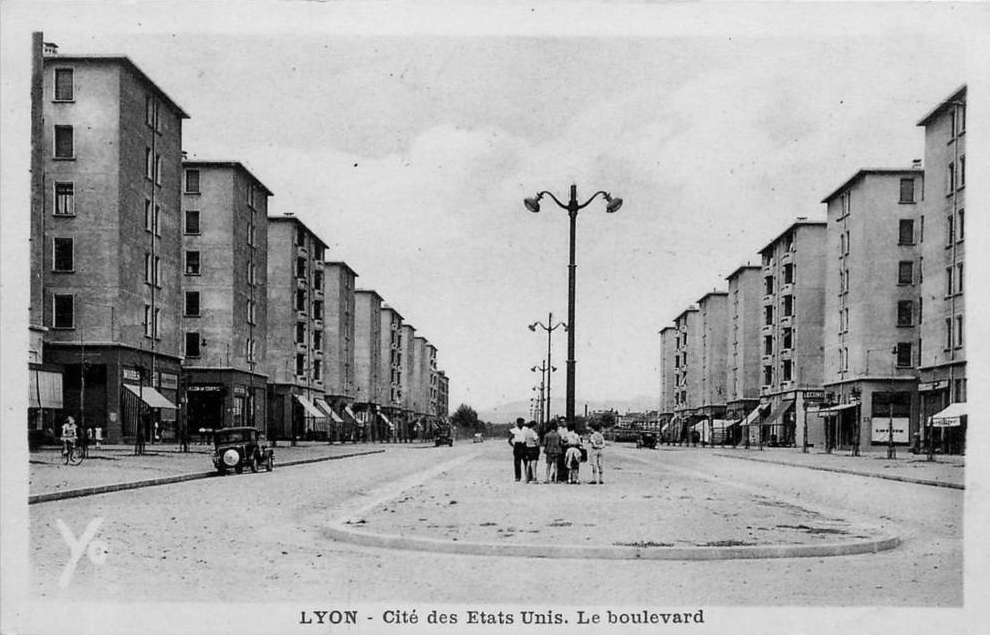
La cité Tony Garnier dans les années 1920

C'est dans les années 1930 que le quartier prend en partie son aspect actuel. Au début des années 1920 le maire Édouard Herriot confie à l'architecte urbaniste Tony Garnier la mission d'ériger un quartier d'habitation bon marché. Trois maisons-types sont érigées et habitées en 1925, proposant dans le quartier nord 34 logements et 4 magasins. Mais pour respecter les impératifs budgétaires l'habitat sera rehaussé et densifié dans le projet définitif. Le 5 janvier 1931, il est arrêté avec 46 autres bâtiments, ajoutant 1586 logements et 60 magasins. Les blocs d'habitations sont officiellement inaugurés le 25 juin 1934 (au même moment que les Gratte-ciel de Villeurbanne).
Du fait de son approche cohérente des problèmes urbains du XXe siècle, Tony Garnier concilie modernité et humanité dans ses constructions. En témoignent ces immeubles construits à échelle raisonnable, entourés d'espaces verts et accueillant des commerces à leur rez-de-chaussée. L'aménagement est alors révolutionnaire pour des logements destinés aux revenus modestes  : gaz, électricité, WC.

### Aménagements postérieurs

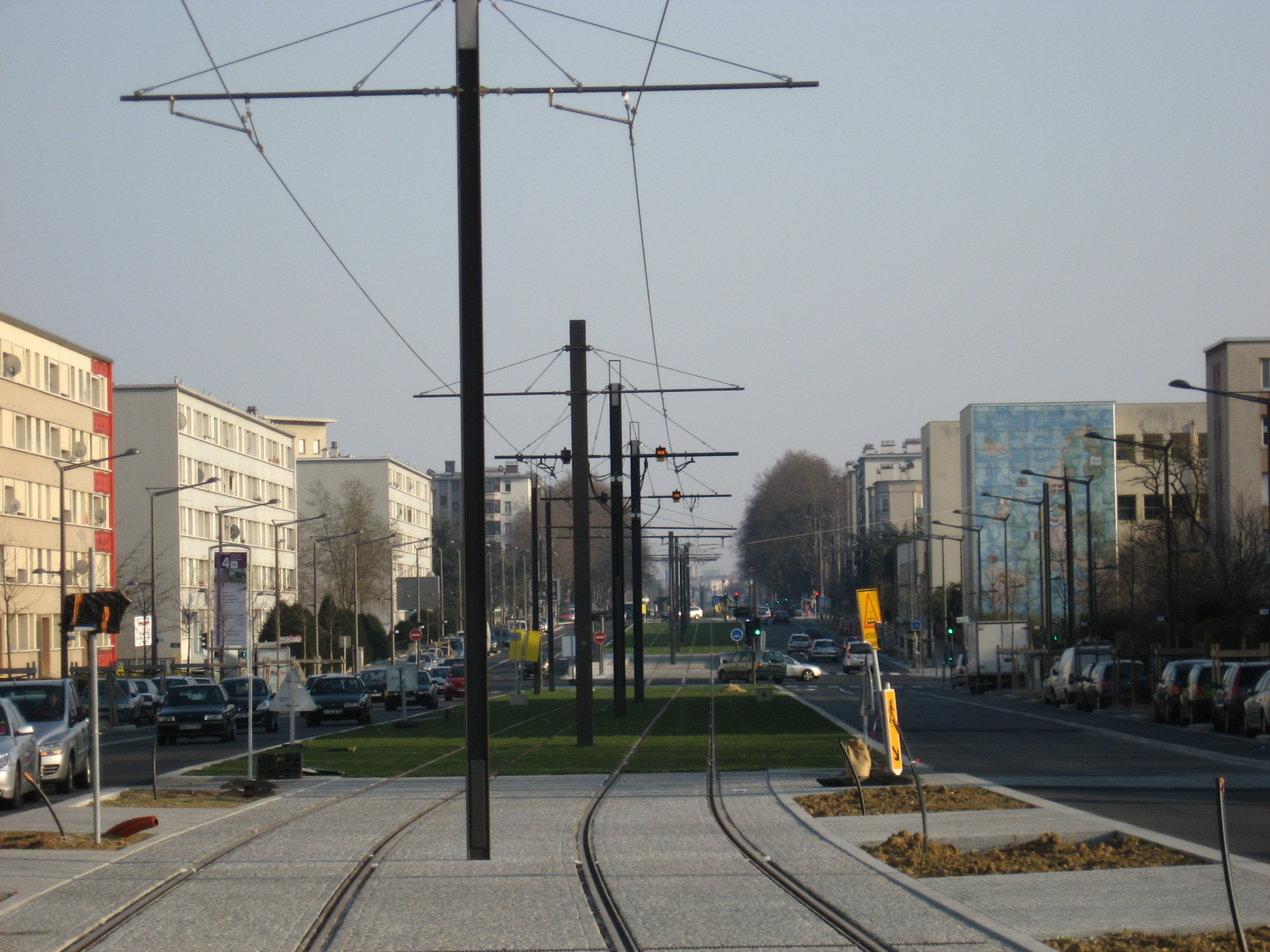
Le tramway T4 en construction dans le quartier des États-Unis en 2007.

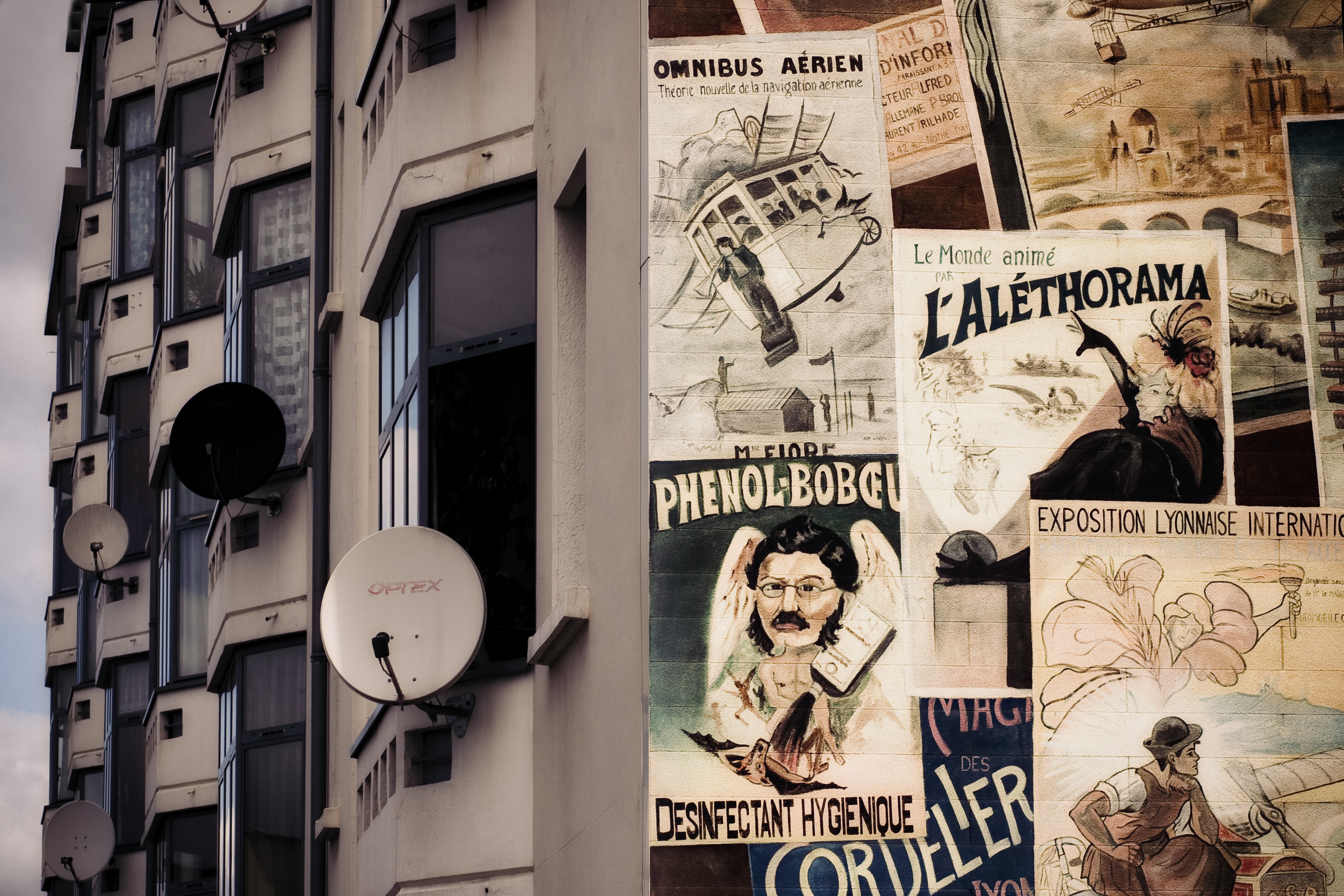
Une fresque de la cité Tony Garnier, rue Ludovic Arrachart

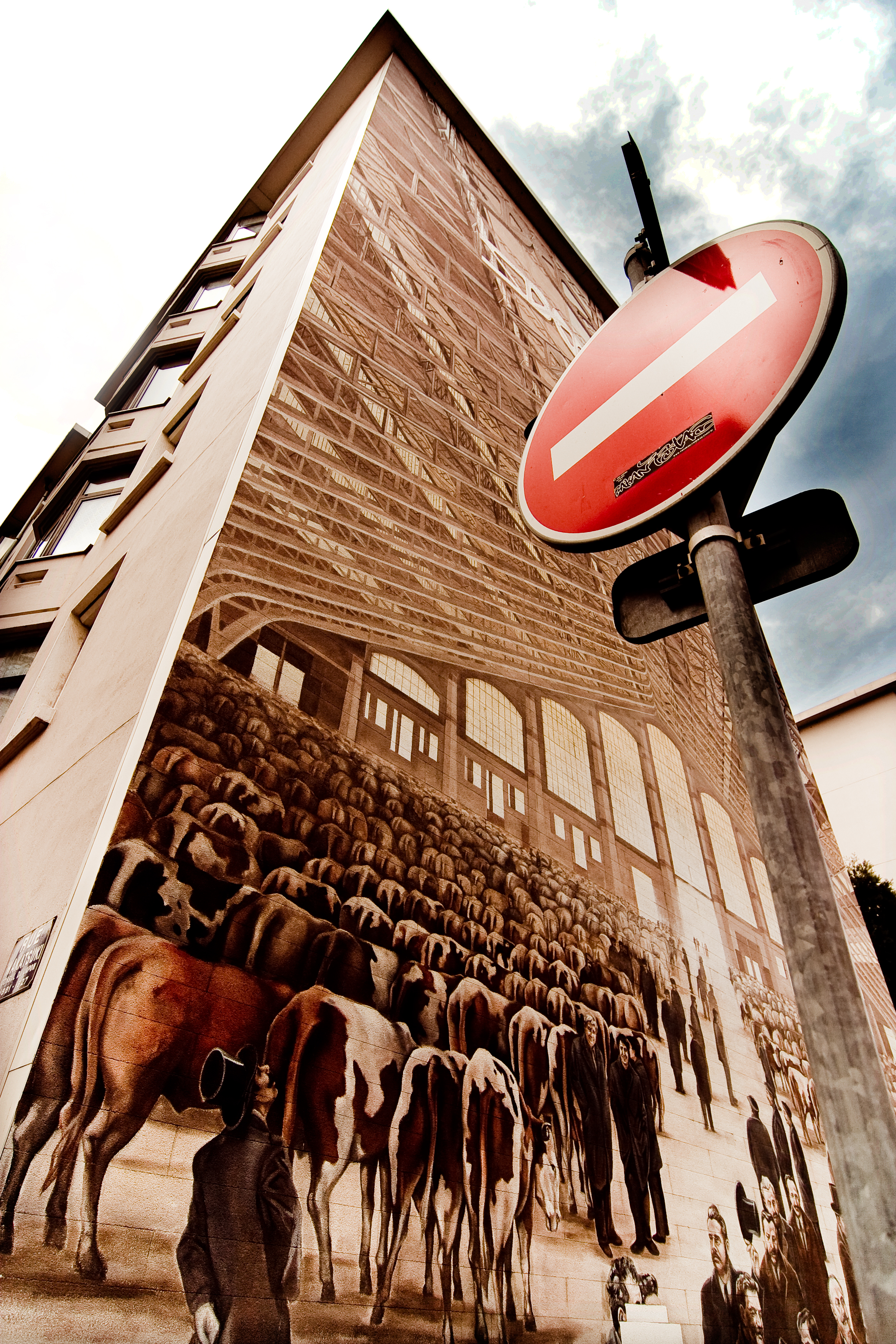
répresentation des Abattoirs de la Mouche (maintenant Halle Tony-Garnier) rue Wakatsuki

Le terre-plein central du boulevard des États-Unis est conçu dès l'origine, en 1917, pour accueillir un tramway en site propre. Celui-ci ne sera construit que près d'un siècle plus tard, pour la ligne T4, mis en service en avril 2009.
En 1951 un lycée pour jeunes filles est projeté : il deviendra le lycée Auguste et Louis Lumière. La forte demande de logements incite les aménageurs à poursuivre l'urbanisation du quartier. Cependant les élus s'inquiètent de l'aspect martial du nouveau projet. En 1955, on abandonne le programme de Tony Garnier qui prévoyait l'aménagement d'une grande place et des équipements publics (garderie, école, bains publics) au sud du quartier d'habitation qui devait se cantonner à la section centrale. Le grand ensemble du quadrilatère formé des rues Professeur-Beauvisage, Stéphane-Coignet, et les avenues Paul-Santy et Viviani est alors inauguré.

#### Leboulevard des États-Unis
Quand le quartier de Tony Garnier est bâti, le boulevard actuel n'existe que dans sa partie centrale entre les rues Sarrazin et Cazeneuve. Une autre portion est aménagée lors de l'édification de la partie sud du quartier. En 1959 la portion entre les rues Sarrazin et Professeur-Beauvisage est inaugurée. La jonction entre les deux se faisait par la rue Philippe-Fabia, sous forme d'un petit chemin traversant des jardins ouvriers à l'arrière de l'église Saint-Jacques. La partie nord, comprise entre la rue Paul-Cazeneuve et la place Mendès-France est ouverte à cette même période. Le boulevard bute au sud de l'avenue Viviani sur le mur de l'usine Coignet.
Le boulevard est long d'environ 2 kilomètres.

#### Un musée au cœur du quartier
Les habitants (regroupés en un comité des locataires depuis 1983) sollicitent en 1988 les artistes de la Cité de la Création afin de réaliser des fresques sur l'œuvre de Tony Garnier dans le but de revaloriser leur quartier et de mettre l'art et la culture à portée de tous.
Durant la réhabilitation (de 1986 à 1999, les peintures étant réalisées de 1989 à 1997), les artistes exécutent vingt-cinq peintures murales qui se découpent en 4 parties  :
1. trois peintures d'introduction ;
2. douze peintures qui reproduisent des dessins de Tony Garnier de sa « Cité industrielle » (cité idéale jamais réalisée) ;
3. quatre peintures représentant « les Grands Travaux de la Ville de Lyon » ;
4. six peintures donnant la vision d'artistes internationaux de la cité idéale, en tenant compte de leurs cultures respectives.

L'association Perspective Tony Garnier nait en 1992 puis change de nom en 1998 pour Musée urbain Tony Garnier. Celui-ci organise des visites des murs peints et d'un appartement des années 1930, que le comité des locataires et l'OPAC du Grand Lyon ont intégré au musée. Cet appartement expose la vie telle qu'elle était au commencement du quartier et à quel point l'architecte était, pour son temps, visionnaire et humaniste.
En juillet 2020, la direction du musée publie un communiqué pour avertir sur l'occupation illégale des appartements du quartier, par des personnes liées à des « activités illicites » pendant la période de confinement.